# Protobactra diachorda
Protobactra diachorda är en fjärilsart som beskrevs av Edward Meyrick 1932. Protobactra diachorda ingår i släktet Protobactra och familjen vecklare. Inga underarter finns listade i Catalogue of Life.